# Eptatretus burgeri
De Japanse slijmprik (Eptatretus burgeri) is een soort uit de familie der slijmprikken (Myxinidae). Hij leeft in het noordwesten van de Stille Oceaan, voornamelijk in ondiep water dicht bij de kust. Enkel om zich voort te planten, trekt hij naar dieper water.